# Женская сборная Перу по волейболу
Женская национальная сборная Перу по волейболу (исп. Selección femenina de voleibol del Perú) — представляет Перу на международных волейбольных соревнованиях. Серебряный призёр Олимпийских игр 1988, двукратный призёр чемпионатов мира, 12-кратный чемпион Южной Америки. Управляющей организацией выступает Федерация волейбола Перу (исп. Federación Peruana de Voleibol).

## История

### Начало
Волейбол появился в Перу в 1911 году благодаря двум американским профессорам, которые руководили программой образовательных реформ в местных учебных заведениях. Долгое время новая игра в стране практиковалась лишь как хобби и лишь в 1942 году была образована Федерация волейбола Перу. В 1946 она была среди учредителей Южноамериканской конфедерации волейбола (CSV), а в 1955 вступила в ФИВБ.
Дебют женской волейбольной сборной Перу на международной арене в официальных соревнованиях состоялся в 1951 году в Рио-де-Жанейро (Бразилия) во время проведения первого чемпионата Южной Америки. На этих соревнованиях перуанские волейболистки победили Аргентину и проиграли командам Бразилии и Уругвая, заняв 3-е итоговое место. Такой же результат сборная Перу показала и на следующем чемпионате континента в 1956 году, а затем трижды подряд (в 1958, 1961 и 1962) становилась серебряным призёром первенств Южной Америки. В 1960 национальная команда Перу впервые приняла участие в чемпионате мира, прошедшем в Бразилии, и стала 7-й из 10 команд.
В 1964 году сборная Перу впервые выиграла «золото» чемпионата Южной Америки, но ценность победы была несколько девальвирована отсутствием на турнире бессменных победителей предыдущих первенств — сборной Бразилии.

### 1965—1981: эпоха Като
В 1965 женскую национальную команду страны возглавил японский специалист Акира Като. Им же в Лиме была основана школа по подготовке молодых игроков. Под руководством Като сборная Перу приобрела лучшие качества азиатского волейбола, такие как техничность, быстрота и цепкость в защите, которые наряду с сильными сторонами местного волейбола (хорошие физические данные, гибкость, ловкость) создали особый стиль и стали фундаментом скорых побед перуанских волейболисток.
Работа Като дала первые плоды уже на чемпионате Южной Америки 1967 года, прошедшем в Бразилии. На этом турнире сборная Перу обыграла всех своих соперников, в том числе впервые и команду хозяек 3:1, и завоевала чемпионский титул. Эта победа послужила началом перуанской гегемонии на южноамериканском континенте, продлившейся более четверти века. За этот период (с 1967 по 1993) при Като и его преемниках сборная Перу 11 раз выигрывала чемпионаты Южной Америки и лишь трижды уступала первенство бразильянкам, одержав 72 победы и потерпев только 4 поражения.
В 1968 году женская сборная Перу дебютировала на Олимпийских играх и заняла высокое 4-е место. Такой же результат национальная команда страны показала и в первом розыгрыше Кубка мира, прошедшем в Уругвае в 1973 году. Лучшими игроками сборной Перу в период Като были Ирма Кордеро, Луиса Фуэнтес, Делия Кордова, Эсперанса Хименес, Ана Рамирес и другие.
В начале 1980-х в сборной Перу начался процесс смены поколений. Игроки 1970-х начали завершать спортивную карьеру или приближаться к критическому для спорта возрасту и это привело к снижению результатов национальной команды. На международных соревнованиях перуанки стали выступать неудачно, а в 1981 после 5 подряд побед на чемпионатах Южной Америки уступили первенство на континенте команде Бразилии. В сборную Перу всё активнее стали включаться молодые волейболистки, многие из которых в 1980-е годы принесут славу национальному волейболу.

### 1982—1988: Пак Ман Бок и международные успехи
В 1982 году Акира Като умер в Лиме. Новым наставником сборной Перу назначен южнокорейский тренер Пак Ман Бок, в 1970-е работавший ассистентом Като. В том же году перуанские волейболистки под новым руководством добились высшего на тот момент для себя результата в соревнованиях мирового уровня, выиграв серебряные награды на домашнем чемпионате мира. На том турнире перуанки с лёгкостью прошли первый групповой раунд, обыграв со счётом 3:0 сборные Канады, Индонезии и Нигерии. Второй групповой этап сложился для хозяек первенства сложнее: обыграв Болгарию 3:0, с тем же счётом сборная Перу уступила Южной Корее, но победа в заключительном туре над командой Японии вывела волейболисток Перу в плей-офф чемпионата. В полуфинале команда Перу переиграла американок 3:0, но в решающем матче ничего не смогла противопоставить сборной Китая.
В 1984 сборная Перу заняла 4-е место на Олимпиаде в Лос-Анджелесе, проиграв решающие матчи плей-офф сначала сборной США 0:3, а затем и японкам в поединке за «бронзу» 1:3.
Через два года на чемпионате мира в Чехословакии национальная команда Перу вновь вошла в число призёров. Уступив за два групповых раунда лишь в одном матче в упорнейшей борьбе мощной сборной Кубы со счётом 2:3, перуанки вышли в полуфинал, где проиграли команде Китая. Матч за третье место со сборной ГДР в четырёх партиях принёс успех южноамериканским волейболисткам.
Олимпиада 1988 года в Сеуле явилась пиком для женской сборной Перу. На предварительном этапе перуанки сначала в трёх партиях переиграли Бразилию, затем в упорнейшем пятисетовом противостоянии нанесли поражение непобедимой доселе команде Китая, а затем, проигрывая 0:2, всё таки сломили сопротивление сборной США. В полуфинале волейболистки Перу сошлись с японской сборной и вновь были сильнее своих соперниц 3:2. Состоявшийся 29 сентября решающий матч между сборными Перу и СССР стал украшением волейбольного турнира Олимпиады. В первых двух партиях перуанки были сильнее и повели 2:0. Третья партия также поначалу проходила под диктовку южноамериканок, но когда счёт достиг 12:6 в их пользу и для победы на турнире осталось выиграть всего три очка, в ходе матча наступил перелом. Советские волейболистки вырвали третий сет 15:13, уверенно победили в четвёртом 15:7, вели в пятом решающем отрезке игры, но команда Перу всё же настигла соперниц. И всё же решающий рывок лучше удался сборной СССР — 17:15 в сете и 3:2 в матче. Приз лучшего игрока олимпийского волейбольного турнира получила перуанка Сесилия Тайт. Кроме неё лидерами той сборной были Сенаида Урибе, Габриэла Перес дель Солар, Джина Торреальва, Роса Гарсиа, Наталия Малага и другие.

### 1990—2000: кризис
После Олимпиады-1988 уровень женской национальной команды Перу начал постепенно опускаться вниз. На чемпионате мира 1990 года в Китае она стала лишь 6-й, в 1991 потеряла титул чемпиона Южной Америки, а на Олимпийские игры 1992 и вовсе не смогла квалифицироваться. После этого главный тренер Пак Ман Бок ушёл в отставку.
Под руководством нового наставника, которым стал также южнокореец Пак Чжон Дук, сборная Перу в 1993 году на очередном чемпионате Южной Америки вновь вернула себе первенство, но в дальнейшем результаты национальной команды страны становились всё хуже. Равноценной замены лидерам прошлых лет, завершавшим свою карьеру, в перуанском волейболе не находилось. С 1995 года в южноамериканском женском волейболе началась эра безраздельного господства сборной Бразилии, а волейболистки Перу в лучшем случае вынуждены были довольствоваться «серебром» континентальных чемпионатов. На чемпионате мира 1994 и Олимпиаде 1996 перуанки не смогли одержать ни одной победы. В 1995—1996 главным тренером сборной работал Хорхе Сато, а в 1997—1998 — Луис Овьедо Бонилья, под руководством которого возглавляемая им национальная команда Перу на мировом первенстве 1998 года дважды выиграла и четырежды проиграла, разделив итоговые 9—10-е места.
После неудачи на чемпионате Южной Америки 1999 года, где сборная Перу стала лишь третьей (худший результат на континентальных первенствах за последние более чем 40 лет), к руководству сборной был вновь призван Пак Ман Бок, но результатов это не принесло. Перуанские волейболистки заняли только 10-е место из 12 команд на Кубке мира, а на Олимпиаде-2000 проиграли все 5 своих матчей.

### 2001—н.в.
В 2001 году в Федерации волейбола Перу возникла организационная неразбериха и сборные страны до середины 2003 были отстранены от международных матчей. В связи с этим чемпионат Южной Америки 2001 впервые прошёл без участия команды Перу.
С 2003 сборная Перу — вновь на международной арене, но если на южноамериканском континенте перуанки продолжают оставаться одними из лидеров, то на чемпионатах мира результаты национальной команды оставляют желать много лучшего, а на олимпийские турниры ей с 2004 отобраться и вовсе ни разу не удалось. Неудовлетворённость результатами сборной влекла и тренерскую чехарду. Наставниками национальной команды Перу с 2005 года успели поработать 8 тренеров, в том числе Карлос Апарисио (до 2006), Энио ди Фигейредо (2007), Жозе душ Сантуш (2008), Ким Чхоль Ён (2009—2010), Лука Кристофани (2011), Эдвин Хименес (2012).
В 2013 году главным тренером сборной работал кореец Сон Чжун Хон. Под его началом перуанки стали лишь 8-ми на Панамериканском Кубке и в третий раз подряд на чемпионате Южной Америки пропустили вперёд себя не только Бразилию, но и Аргентину. Отборочный турнир чемпионата мира 2014 для сборной Перу закончился провалом: в первом туре команда проиграла Колумбии 2:3, а в заключительном матче против сборной Аргентины и вовсе произошёл скандал, когда Сон Чжун Хон при счёте 0:2 по сетам и 9:13 в третьей партии увёл свою команду с поля. После этого фиаско корейский тренер был отправлен в отставку.
В ноябре 2013 новым наставником женской сборной Перу назначена одна из лучших волейболисток страны 1980—1990-х годов, серебряный призёр Олимпийских игр 1988, двукратный призёр чемпионатов мира, 5-кратная чемпионка Южной Америки Наталия Малага. Дебютным её турниром в качестве главного тренера сборной стали Боливарианские игры, прошедшие в Перу в ноябре того же года, и в волейбольном турнире которых перуанки одержали вполне ожидаемую победу, причём уже в 10-й раз. В 2014 году неудачи национальной сборной продолжились. На Южноамериканских играх перуанки остались без медалей, в Гран-при выбыли в 3-й дивизион, а в розыгрыше Панамериканского Кубка заняли лишь 9-е место.
В стремлении в какой либо степени вернуть утраченные женской сборной позиции на континентальной и мировой арене руководство перуанского волейбола вновь решило сменить тренера национальной команды. Наталия Малага вернулась к руководству молодёжной сборной страны, а главную команду Перу возглавил бразильский специалист Мауро Мараскиуло, до того тренировавший женскую сборную Колумбии. Под его руководством в 2015 году сборная Перу приняла участие в пяти официальных турнирах. Единственного успеха перуанские волейболистки добились на чемпионате Южной Америки, прошедшем в Колумбии. Опередив на предварительной стадии своих главных соперниц по групповому раунду команды Колумбии и Венесуэлы, а также Парагвая, в полуфинале сборная Перу встретилась с аргентинками, выступавшими практически резервным составом. В пяти партиях Перу оказалась сильнее и вышла в финал, где вполне ожидаемо ничего не смогла противопоставить сборной Бразилии. После 8-летнего перерыва перуанские волейболистки вновь стали обладателями серебряных медалей континентального первенства. В розыгрыше Гран-при среди сборных 3-го дивизиона сборная Перу добралась до финала, где уступила команде Кении со счётом 1:3. В остальных соревнованиях сезона (Кубке мира, Панамериканских играх и Панамериканском Кубке) сборная Перу выступила весьма скромно, заняв на них соответственно 11-е, 7-е и 9-е места.
В январе 2017 года вместо ушедшего в отставку главного тренера сборной бразильца Мауро Мараскиуло новым наставником национальной команды Перу назначен другой бразильский специалист Луизомар ди Моура. Под его началом перуанки выиграли «бронзу» чемпионата Южной Америки. А вот квалифицироваться на чемпионат мира им не удалось уже второй раз подряд.

## Результаты выступлений и составы

### Олимпийские игры
| - 1964 — не участвовала - 1968 — 4-е место - 1972 — не квалифицировалась - 1976 — 7-е место - 1980 — 6-е место - 1984 — 4-е место - 1988 — 2-е место - 1992 — не квалифицировалась | - 1996 — 11—12-е место - 2000 — 11—12-е место - 2004 — не квалифицировалась - 2008 — не квалифицировалась - 2012 — не квалифицировалась - 2016 — не квалифицировалась - 2020 — не квалифицировалась - 2020 — не квалифицировалась |

- 1968: Ольга Асато, Ирма Кордеро, Луиса Фуэнтес, Эсперанса Хименес, Тереса Нуньес, Ана Мария Рамирес, Аида Рейна, Алисия Санчес, Норма Веларде. Тренер — Акира Като.
- 1976: Ана Сесилия Каррильо, Делия Кордова, Ирма Кордеро, Луиса Фуэнтес, Мария Сервера, Мария Остоласа, Мария Сесилия дель Риско, Мерседес Гонсалес, Сильвия Кеведо, Тереса Нуньес, Мария Карденьяс. Тренер — Акира Като.
- 1980: Ана Сесилия Каррильо, Наталия Малага Дибос, Аурора Эредиа, Кармен Пиментель, Сесилия Тайт, Мария Карденьяс, Джина Торреальва, Мария Сесилия дель Риско, Ракель Чумпитас, Сильвия Леон. Тренер — Акира Като.
- 1984: Кармен Пиментель, Сесилия Тайт Вильякорта, Денисе Фахардо Гарсиа, Габриэла Перес дель Солар, Джина Торреальва, Соня Эредиа, Луиса Сервера Севедон, Мария Сесилия дель Риско, Мириам Гальярдо, Наталия Малага Дибос, Роса Гарсиа Ривас. Тренер — Пак Ман Бок.
- 1988: Кэтрин Хорни, Сенаида Урибе Медина, Роса Гарсиа Ривас, Мириам Гальярдо, Габриэла Перес дель Солар, Соня Эредиа, Сесилия Тайт Вильякорта, Луиса Сервера Севедон, Денисе Фахардо Гарсиа, Алехандра де ла Гуэрра, Джина Торреальва, Наталия Малага Дибос. Тренер — Пак Ман Бок.
- 1996: Сара Хоя Лобатон, Ирис Фалькон Дорита, Вероника Контрерас Флорес, Паола Рамон Идора, Милагрос Камере Пуга, Милагрос Мой Альварадо, Сандра Родригес Вильянуэва, Лурен Байлон Франсис, Мэрджори Вильчес Сохо, Лейла Чиуан Контрерас, Юлисса Самудио Оре, Йоланда Дельгадо Прада. Тренер — Пак Чжон Дук.
- 2000: Фиорелья Айта, Ирис Фалькон, Роса Гарсиа Ривас, Диана Патрисия Сото Дельфин, Лейла Чиуан Контрерас, Елена Кельдибекова, Юлисса Самудио Оре, Милагрос Мой Альварадо, Джанет Васконсуэлос, Наталия Малага Дибос, Милагрос Уседа, Милагрос Камере. Тренер — Пак Ман Бок.

### Чемпионаты мира
| - 1952 — не участвовала - 1956 — не участвовала - 1960 — 7-е место - 1962 — не участвовала - 1967 — 4-е место - 1970 — 15-е место - 1974 — 8-е место - 1978 — 10-е место - 1982 — 2-е место - 1986 — 3-е место | - 1990 — 6-е место - 1994 — 13—16-е место - 1998 — 9—10-е место - 2002 — не квалифицировалась - 2006 — 17—20-е место - 2010 — 15—16-е место - 2014 — не квалифицировалась - 2018 — не квалифицировалась - 2022 — не квалифицировалась - 2025 — не квалифицировалась |

- 1960: Ана Мария Рамирес, Эсперанса Хименес, Ада Вольпе, Ада Кустодио, Бетти Саран, Каролина Кармен, ...
- 1974: Мария Сервера, Илиана Кабальеро, Эсперанса Оган, Мария Остоласа, Норма Веларде, Ана Рамирес, Луиса Фуэнтес, Делия Кордова, Ана Сесилия Каррильо, Ирма Кордеро, Тереса Нуньес, Мерседес Гонсалес. Тренер — Акира Като.
- 1982: Ракель Чумпитас, Мария Сесилия дель Риско, Сесилия Тайт Вильякорта, Денисе Фахардо Гарсиа, Аурора Эредиа, Джина Торреальва, Ана Сесилия Каррильо, Сильвия Леон, Кармен Пиментель, Наталия Малага Дибос, Роса Гарсиа Ривас, Габриэла Карденьяс. Тренер — Пак Ман Бок.
- 1986: Джина Торреальва, Соня Аяукан, Сенаида Урибе Медина, Роса Гарсиа Ривас, Мириам Гальярдо, Габриэла Перес дель Солар, Соня Эредиа, Сесилия Тайт Вильякорта, Луиса Сервера Севедон, Денисе Фахардо Гарсиа, Ана Аростегуи, Наталия Малага Дибос. Тренер — Пак Ман Бок.
- 1990: Соня Аяукан, Сенаида Урибе, Роса Гарсия Ривас, Мириам Гальярдо, Габриэла Перес Дель Солар, Джессика Техада Гусман, Милагрос Камере Пуга, Маргарита Дельгадо, Сэмми Дуарте, Паола Пас Сольдан, Джанет Васконсуэлос, Наталия Малага Дибос. Тренер — Пак Ман Бок.
- 1994: Лурен Байлон Франсис, Вероника Контрерас Флорес, Милагрос Камере Пуга, Ирис Фалькон Дорита, Мириам Гальярдо, Роса Гарсиа Ривас, Сара Хоя Лобатон, Милагрос Мой Альварадо, Наталия Малага Дибос, Сандра Родригес Вильянуэва, Джанет Васконсуэлос, Юлисса Самудио Оре, Йоланда Дельгадо Прада. Тренер — Пак Чжон Дук.
- 1998: Ирис Фалькон, Лейла Чиуан Контрерас, Милагрос Камере, Лурен Байлон Франсис, Фиорелья Айта, Юлисса Самудио Оре, Элизабет Кастильо, Роксана Уаман Аскона, Ивон Кансино, Джессика Техада Гуаман, Диана Патрисия Сото Дельфин, Сахара Кастильо. Тренер — Луис Овьедо Бонилья.
- 2006: Сара Хоя Лабатон, Мирта Урибе Сориано, Вероника Контрерас, Диана Патрисия Сото Дельфин, Ванесса Паласиос Сильва, Карла Тристан, Юлисса Самудио Оре, Милагрос Мой Альварадо, Наталья Романова, Лейла Чиуан Контрерас, Лурен Байлон Франсис, Елена Кельдибекова. Тренер — Карлос Апарисио Сальдака.
- 2010: Анхелика Акино, Мирта Урибе Сориано, Паола Гарсиа, Диана Патрисия Сото Дельфин, Ванесса Паласиос Сильва, Хессения Уседа, Юлисса Самудио Оре, Лейла Чиуан Контрерас, Карла Руэда Котито, Сойла ла Роса, Елена Кельдибекова, Карла Ортис. Тренер — Ким Чхоль Ён.

### Кубок мира
| - 1973 — 4-е место - 1977 — 5-е место - 1981 — не участвовала - 1985 — 5-е место - 1989 — 5-е место - 1991 — 5-е место - 1995 — 10-е место | - 1999 — 10-е место - 2003 — не участвовала - 2007 — 11-е место - 2011 — не участвовала - 2015 — 11-е место - 2019 — не участвовала |

- 1973: Ирма Кордеро, Луиса Фуэнтес, Мерседес Гонсалес, Патрисия де лас Касас, Норма Веларде, Мария Остоласа, Ана Рамирес, Ана Сесилия Каррильо, Тереса Нуньес, Делия Кордова. Тренер — Акира Като.
- 1977: Луиса Фуэнтес, Ирма Кордеро, Делия Кордова, Габриэла Карденьяс, Аурора Эредиа, Ана Сесилия Каррильо, Сильвия Леон, Кармен Пиментель, Сесилия Тайт, Сесилия дель Риско, Мария Остоласа. Тренер — Пак Ман Бок.
- 1985: Роса Гарсиа, Джина Торреальва, Сесилия Тайт, Сенаида Урибе, Соня Эредиа, Денисе Фахардо, Мириам Гальярдо, Ана Апарро, Луиса Сервера, Алехандра де ла Гуэрра, Кармен Пиментель, Наталия Малага. Тренер — Пак Ман Бок.
- 1989: Габриэла Перес дель Солар, Наталия Малага, Сенаида Урибе, Соня Эредиа, Маргарита Дельгадо, Джанет Васконсуэлос, Мириам Гальярдо, Росио Серна, Джессика Техада, … Тренер — Пак Ман Бок.
- 1991: Габриэла Перес дель Солар, Денисе Фахардо, Наталия Малага, Маргарита Дельгадо, Джанет Васконсуэлос, Мириам Гальярдо, Милагрос Камере, Джессика Техада, Роса Гарсиа, … Тренер — Пак Ман Бок.
- 1995: Сара Хоя Лабатон, Ирис Фалькон Лурита, Глория де ла Борда, Паола Рамос Идона, Милагрос Мой Альварадо, Сандра Родригес, Юлисса Самудио Оре, Мэрджори Вичес Сото, Милагрос Контрерас, Лейла Чиуан Рамос, Диана Патрисия Сото Дельфин. Главный тренер — Хорхе Сато.
- 2015: Диана де ла Пенья, Мирта Урибе Сориано, Карла Руэда Котито, Марикармен Герреро, Алехандра Муньос Лурита, Сусан Эгоавиль Ортега, Катрин Регаладо, Сойла де ла Роса, Клариветт Ильескас Абад, Катрин Олемар Отеро, Карла Ортис Ойола. Главный тренер — Мауро Мараскиуло.

### Всемирный Кубок чемпионов
С 1997 в розыгрыши Кубка сборная Перу не квалифицировалась.
- 1993 — 6-е место

### Гран-при
В розыгрышах 1993, 1995—2010, 2012 и 2013 сборная Перу не участвовала.
- 1994 — 11-е место
- 2011 — 16-е место
- 2014 — 18-е место (6-е во 2-м дивизионе)
- 2015 — 22-е место (2-е в 3-м дивизионе)
- 2016 — 23-е место (3-е в 3-м дивизионе)
- 2017 — 21-е место (9-е во 2-м дивизионе)
- 2011: Анхелика Акино Симон, Лурен Байлон Франкис, Елена Кельдибекова, Алехандра Муньос Лурита, Карла Ортис Ойола, Ванесса Паласиос Сильва, Карла Руэда Котито, Хессения Уседа, Бренда Урибе Сориано, Мирта Урибе Сориано, Клариветт Ильескас Абад, Юлисса Самудио Орль. Главный тренер — Лука Кристофани.
- 2014: Илари Пальма, Катрин Олемар Отеро, Карла Руэда Котито, Бренда Урибе Сориано, Шиамара Альмейда Чавес, Алехандра Муньос Лурита, Андреа Уррутия Пуэнте, Магилаура Фриас Помиано, Раффаэлла Камет Бертельо, Анхела Лейва Тагле, Карла Ортис Ойола, Мария де Фатима Акоста Васкес, Барбара Брисеньо Рабаналь, Сусан Эгоавиль Ортега. Главный тренер — Наталия Малага Дибос.
- 2015: Мирта Урибе Сориано, Карла Руэда Котито, Бренда Урибе Сориано, Алехандра Муньос Лурита, Сусан Эгоавиль Ортега, Магилаура Фриас Помиано, Раффаэлла Камет Бертельо, Клариветт Ильескас Абад, Анхела Лейва Тагле, Джина Лопес, Андреа Уррутия Пуэнте, Карла Ортис Ойола, Мария де Фатима Акоста Васкес, Корайма Гомес, Сойла ла Роса. Главный тренер — Мауро Мараскиуло.
- 2016: Мирта Урибе Сориано, Карла Руэда Котито, Алехандра Мачадо, Ванеса Паласиос Сильва, Алехандра Муньос Лурита, Сусан Эгоавиль Ортега, Магилаура Фриас Помиано, Катрин Регаладо, Клариветт Ильескас Абад, Анхела Лейва Тагле, Шиамара Альмейда Чавес, Андреа Уррутия Пуэнте, Илари Пальма Фоглия, Мириам Патиньо, Корайма Гомес. Главный тренер — Мауро Мараскиуло.
- 2017: Мирта Урибе Сориано, Шиамара Альмейда Чавес, Алехандра Муньос Лурита, Андреа Уррутия Пуэнте, Магилаура Фриас Помиано, Ханис Торрес, Мириам Патиньо, Клариветт Ильескас Абад, Анхела Лейва Тагле, Катрин Олемар Отеро, Алехандра Мачадо, Хессения Уседа, Корайма Гомес, Карла Руэда Котито. Главный тренер — Луизомар ди Моура.

### Кубок претендентов ФИВБ
- 2018 — 4-е место
- 2019 — 5—6-е место

### Чемпионаты Южной Америки
| - 1951 — 3-е место - 1956 — 3-е место - 1958 — 2-е место - 1961 — 2-е место - 1962 — 2-е место - 1964 — 1-е место - 1967 — 1-е место - 1969 — 2-е место - 1971 — 1-е место - 1973 — 1-е место - 1975 — 1-е место - 1977 — 1-е место - 1979 — 1-е место - 1981 — 2-е место - 1983 — 1-е место - 1985 — 1-е место - 1987 — 1-е место - 1989 — 1-е место | - 1991 — 2-е место - 1993 — 1-е место - 1995 — 2-е место - 1997 — 2-е место - 1999 — 3-е место - 2001 — не участвовала - 2003 — 3-е место - 2005 — 2-е место - 2007 — 2-е место - 2009 — 3-е место - 2011 — 3-е место - 2013 — 3-е место - 2015 — 2-е место - 2017 — 3-е место - 2019 — 2-е место - 2021 — 4-е место - 2023 — 4-е место |

- 1964.
- 1967: Эсперанса Хименес, Ирма Кордеро, Луиса Фуэнтес, Ана Рамирес, Норма Веларде, Алисия Санчес, Марта Эррера, Рита Писсаро, Маргарита Нуньес, Ольга Асато. Тренер — Акира Като.
- 1971: Мерседес Гонсалес, Эсперанса Хименес, Тереса Нуньес, Ирма Кордеро, Марта Эррера, Ольга Асато, Вланка Хименес, Велинда Кортис, Луиса Фуэнтес, Ана Рамирес, Норма Веларде, Мария Асталаса. Тренер — Акира Като.
- 1973: Ана Сесилия Каррильо, Ирма Кордеро, Мерседес Гонсалес, Норма Веларде, Ана Мария Рамирес, Эсперанса Хименес, Делия Кордова, Эсперанса Хоган, Луиса Фуэнтес, Мария Сервера, Мария Остоласа, Тереса Нуньес. Тренер — Акира Като.
- 1975: Мерседес Гонсалес, Ирма Кордеро, Ана Сесилия Каррильо, Эсперанса Хименес, Луиса Фуэнтес, Ана Рамирес, … Тренер — Акира Като.
- 1977: Ирма Кордеро, Мерседес Гонсалес, Габриэла Карденьяс, Луиса Фуэнтес, Мария Остоласа, Мария Сервера, Тереса Нуньес, … Тренер — Пак Ман Бок.
- 1979: Аурора Эредия, Кармен Пиментель, Ракель Гальне, Ана Сесилия Каррильо, Сесилия Тайт, Джина Торреальва Толедо, Мария Сесилия Дель Риско, Ана Бустиос, Делия Кордова, Луиса Фуэнтес, Мария Остоласа, Сильвия Леон. Тренер — Пак Ман Бок.
- 1983.
- 1985: Кармен Пиментель, Роса Гарсиа, Рокки Малага, Нэнси Эркиньо, Соня Эредиа, Луиса Сервера, Денисе Фахардо, Аурора Эредиа, Джина Торреальва Толедо, Наталия Малага Дибос, Инес Серрага, Джанина Финнетти. Тренер — Пак Ман Бок.
- 1987: Роса Гарсия Ривас, Сесилия Тайт, Соня Эредия, Денисе Фахардо, Джина Торреальва Толедо, Наталия Малага Дибос, Габриэла Перес Дель Солар, Кэтрин Хорни, Луиса Сервера, … Тренер — Пак Ман Бок.
- 1989: Габриэла Перес дель Солар, Денисе Фахардо, Соня Эредиа, Наталия Малага Дибос, Сенаида Урибе, Роса Гарсиа, Росио Серна, Маргарита Дельгадо, Джессика Техада, Джанет Васконсуэлос, Мириам Гальярдо. Тренер — Пак Ман Бок.
- 1993:  Соня Аяукан, Милагрос Камере, Маргарита Дельгадо, Мириам Гальярдо, Роса Гарсиа, Сара Хоя Лабатон, Наталия Малага Дибос, Габриэла Перес дель Солар, Джанет Васконсуэлос, … Тренер — Пак Чжон Дук.
- 2015: Диана де ла Пенья, Мирта Урибе Сориано, Марикармен Герреро, Шиамара Альмейда Чавес, Алехандра Муньос Лурита, Сусан Эгоавиль Ортега, Катрин Регаладо, Сойла ла Роса, Клариветт Ильескас Абад, Анхела Лейва Тагле, Катрин Олемар Отеро, Корайма Гомес, Наир Канесса Мендоса, Эсмеральда Санчес. Главный тренер — Мауро Мараскиуло.
- 2017: Мирта Урибе Сориано, Диана Патрисия Сото Дельфин, Шиамара Альмейда Чавес, Алехандра Муньос Лурита, Андреа Уррутия Пуэнте, Магилаура Фриас Помиано, Ханис Торрес, Мириам Патиньо, Клариветт Ильескас Абад, Анхела Лейва Тагле, Катрин Олемар Отеро, Алехандра Мачадо, Хессения Уседа, Карла Руэда Котито. Главный тренер — Луизомар ди Моура.
- 2019: Анхелика Акино Симон, Бренда Даниэла Урибе Сориано, Марикармен Герреро Баларесо, Ванесса Паласиос Сильва, Алехандра Муньос Лурита, Шиамара Альмейда Чавес, Магилаура Фриас Помиано, Сойла ла Роса Кахо, Клариветт Ильескас Абад, Анхела Лейва Тагле, Флавия Монтес Пассалакуа, Карла Ортис Лойола, Лесли Лейва Тагле, Кьяра Монтес ГарсияДиана де ла Пенья Хулька, Эсмеральда Санчес Маседо. Главный тренер — Франсиско Эрвас Тирадо.

### Панамериканские игры
| - 1955 — не участвовала - 1959 — 3-е место - 1963 — не участвовала - 1967 — 2-е место - 1971 — 2-е место - 1975 — 2-е место - 1979 — 2-е место - 1983 — 3-е место - 1987 — 2-е место | - 1991 — 3-е место - 1995 — 5-е место - 1999 — 6-е место - 2003 — 7-е место - 2007 — 4-е место - 2011 — 6-е место - 2015 — 7-е место - 2019 — 6-е место - 2023 — не квалифицировалась |

### Панамериканский Кубок
| - 2002 — не участвовала - 2003 — не участвовала - 2004 — не участвовала - 2005 — не участвовала - 2006 — 6-е место - 2007 — 7-е место - 2008 — 7-е место - 2009 — 5-е место - 2010 — 2-е место - 2011 — 8-е место - 2012 — 8-е место | - 2013 — 8-е место - 2014 — 9-е место - 2015 — 9-е место - 2016 — 9-е место - 2017 — 4-е место - 2018 — 8-е место - 2019 — 7-е место - 2021 — не участвовала - 2022 — 7-е место - 2023 — 6-е место - 2024 — 10-е место |

- 2017: Мирта Урибе Сориано, Шиамара Альмейда Чавес, Алехандра Муньос Лурита, Андреа Уррутия Пуэнте, Магилаура Фриас Помиано, Ханис Торрес, Мириам Патиньо, Клариветт Ильескас Абад, Анхела Лейва Тагле, Катрин Олемар Отеро, Алехандра Мачадо, Хессения Уседа, Корайма Гомес, Карла Руэда Котито. Главный тренер — Луизомар ди Моура.

### Кубок «Финал четырёх» по волейболу
- 2008 — не квалифицировалась
- 2009 — 4-е место
- 2010 —  2-е место

### Южноамериканские игры
- 1978 — не участвовала
- 1982 —  1-е место
- 2010 —  3-е место
- 2014 — 4-е место
- 2018 —  3-е место
- 2022 —  1-е место

### Игры доброй воли
- 1986 —  2-е место
- 1990 — 4-е место
- 1994 — 8-е место

### Другие турниры
Сборная Перу также становилась победителем и призёром крупных международных соревнований, проводимых ФИВБ для сильнейших женских сборных мира: Кубок Японии 1987 (1-е место), Кубок ФИВБ 1986 (2-е место), Супер-Топ-4 — 1988 (3-е место). Кроме этого сборная Перу 10 раз побеждала в волейбольном турнире Боливарианских игр (в 1965, 1973, 1977, 1981, 1985, 1993, 1997, 2005, 2009 и 2013 годах).

## Состав
Сборная Перу в розыгрыше Панамериканского Кубка 2024.
| №  | Имя, фамилия                | Год рождения | Рост | Амплуа      | Клуб                              |
| -- | --------------------------- | ------------ | ---- | ----------- | --------------------------------- |
| 2  | Диана де ла Пенья Хулька    | 1999         | 187  | центральная | «Альянса Лима» Лима               |
| 3  | Мария Паула Родригес Уарачи | 2002         | 187  | нападающая  | «Университарио де Депортес» Лима  |
| 4  | Кристина Куба Мартинес      | 1996         | 176  | связующая   | «Регатас Лима» Лима               |
| 5  | Беона Вильегас Чукильянки   | 1999         | 163  | либеро      | «Сирколо Спортиво Итальяно» Лима  |
| 6  | Айкса Вихиль Киспе          | 2001         | 180  | нападающая  | «Альянса Лима» Лима               |
| 8  | Клара Висенте Меса          | 2002         | 175  | нападающая  | «Ребаса Акоста» Кальяо            |
| 10 | Мириам Патиньо Арсе         | 1990         | 170  | либеро      | «Университарио де Депортес» Лима  |
| 11 | Кьяра Монтес Гарсия         | 2001         | 178  | нападающая  | «Регатас Лима» Лима               |
| 13 | Мария Хосе Рохас Экер       | 2003         | 178  | связующая   | «Депортиво Хеминис де Комас» Лима |
| 14 | Клаудия Пайса Пума          | 2001         | 183  | центральная | «Ребаса Акоста» Кальяо            |
| 15 | Карла Ортис Лойола          | 1991         | 182  | нападающая  | «Университарио де Депортес» Лима  |
| 16 | Лесли Йоханссон Эспиноса    | 2000         | 169  | центральная | «Сирколо Спортиво Итальяно» Лима  |
| 18 | Исабелла Санчес Сопла       | 1999         | 174  | нападающая  | «Альянса Лима» Лима               |
| 20 | Эстефани Мариньяс Перес     | 2004         | 163  | нападающая  | «Депортиво Хеминис де Комас» Лима |

- Главный тренер — Вальтер Лунг Маэсато.
- Тренер —  Давид Торрес Рамирес.